# Ewa Wipszycka
Ewa Maria Wipszycka-Bravo (ur. 27 listopada 1933 w Warszawie) – polska historyczka starożytności, papirolożka, profesor nauk humanistycznych, emerytowana nauczycielka akademicka Uniwersytetu Warszawskiego.

## Życiorys
W czasie studiów była aktywnym członkiem Związku Młodzieży Polskiej. Tytuł magistra uzyskała na Uniwersytecie Warszawskim w 1955, tam też otrzymała w 1962 stopień naukowy doktora, a w 1972 stopień doktora habilitowanego. W 1990 nadano jej tytuł naukowy profesora nauk humanistycznych. W latach 1972–1990 oddelegowana do Filii UW w Białymstoku, gdzie była w latach 1975–1977 kierownikiem studium zaocznego na Wydziale Humanistycznym. Ponadto w 1978 była prodziekanem Wydziału Humanistycznego Filii UW w Białymstoku, a dziekanem w latach 1979–1981.
W latach 1972–1974 była kierownikiem Studium Zaocznego Historii w Instytucie Historycznym UW, a w okresie 1989–1990 wicedyrektorem Instytutu Historycznego UW. W latach 1993–1996 była zastępcą kierownika Międzydziedzinowych Studiów Indywidualnych. Obecnie pracuje w Zakładzie Papirologii Wydziale Archeologii UW.
Specjalizuje się w historii Egiptu czasów greckich i późnoantycznego chrześcijaństwa. Jest autorką i współautorką licznych publikacji naukowych, podręczników akademickich i szkolnych oraz artykułów i książek popularyzatorskich. Uczestniczyła w wielu projektach naukowych i wykopaliskach archeologicznych, m.in. w Aleksandrii, Naklun i Ptolemais.
Jest współzałożycielką miesięcznika „Mówią Wieki” i członkiem redakcji od 1957. Od 2002 Prezes Zarządu Fundacji im. Rafała Taubenschlaga. Członek Collegium Invisibile.
W styczniu 2020 roku Senat Uniwersytetu Warszawskiego podjął decyzję o podjęciu ogólnouniwersyteckiej uroczystości odnowy doktoratu, z okazji 50 lecia uzyskania przez nią stopnia doktora.

## Nagrody i odznaczenia
Na podstawie postanowienia Prezydenta Rzeczypospolitej Polskiej z dnia 12 września 2003 odznaczona Krzyżem Kawalerskim Orderu Odrodzenia Polski.
W 2012 została laureatką Nagrody Fundacji na rzecz Nauki Polskiej w obszarze nauk humanistycznych i społecznych za „wszechstronną rekonstrukcję funkcjonowania wspólnot klasztornych w późnoantycznym Egipcie”.
W 2018 otrzymała tytuł Doktora honoris causa Uniwersytetu w Białymstoku.

## Uczniowie
Do grona uczniów Ewy Wipszyckiej zaliczają się: Tomasz Derda, Paweł Janiszewski, Marek Jankowiak, Ewa Ronowska, Robert Suski, Elżbieta Szabat, Robert Wiśniewski.

## Życie prywatne
Żona Benedetto Bravo, matka Pawła Bravo.

## Publikacje
- L’industrie textile dans l’Egypte romaine, Wrocław: Zakład Narodowy im. Ossolińskich 1965.
- Vademecum historyka starożytnej Grecji i Rzymu, t. 1: 1979, t. 2: 1986, t. 3: 1999 (redakcja naukowa i współautorstwo).
- Atanazy Wielki, Żywot świętego Antoniego; św. Atanazy Aleksandryjski., Pisma. św. Antoni Pustelnik, przeł. Zofia Brzostowska i in., wstępami i komentarzem opatrzyła Ewa Wipszycka, Warszawa: „Pax” 1987.
- (współautor: Benedetto Bravo) Historia starożytnych Greków, t. 1: Do końca wojen perskich, Warszawa: Państwowe Wydawnictwo Naukowe 1988.
- Sokrates Scholastyk, Historia Kościoła, z grec. przeł. Stefan Józef Kozikowski, wstępem poprzedziła Ewa Wipszycka, komentarzem opatrzył Adam Ziółkowski, wyd. 2, Warszawa: „Pax” 1986.
- Apoftegmaty Ojców Pustyni, t. 1-2, przeł. z grec., łac. Małgorzata Borkowska, Marek Starowieyski, Marek Rymuza, wstępy Elżbieta Makowiecka, M. Starowieyski, Ewa Wipszycka, tablica porównawcza Lucien Regnault; oprac. i wybór M. Starowieyski, Warszawa: Akademia Teologii Katolickiej 1986.
- Ewagriusz Scholastyk, Historia Kościoła, z grec. przeł. Stefan Kazikowski, wstępem opatrzyła Ewa Wipszycka, Warszawa: „Pax” 1990.
- Męczennicy, wstępy, oprac. i wybór tekstów Ewa Wipszycka, Marek Starowieyski, Kraków: „Znak” 1991.
- współautor: Benedetto Bravo, Historia starożytnych Greków, t. 3: Okres hellenistyczny, Warszawa: Państwowe Wydawnictwo Naukowe PWN 1992 (wyd. 2. popr. i rozsz. Warszawa: Wydawnictwa Uniwersytetu Warszawskiego 2010).
- Zosimos, Nowa historia, przeł. z grec. Helena Cichocka, wstęp, bibliogr. i komentarz Ewa Wipszycka, Warszawa: „Pax” 1993.
- Teodoret Biskup Cyru, Dzieje miłości Bożej. Historia mnichów syryjskich, przeł. Katarzyna Augustyniak, wstęp Ewa Wipszycka, K. Augustyniak, oprac. K. Augustyniak, Ryszard Turzyński, Kraków: „Tyniec” 1994.
- Gerontikon – Księga Starców, przeł. z grec. Małgorzata Borkowska, wstęp Elżbieta Makowiecka, Ewa Wipszycka, Marek Starowieyski, oprac. M. Starowieyski, Kraków: „Tyniec” 1994(wyd. 2 Kraków: Tyniec Wydawnictwo Benedyktynów 2004.).
- Kościół w świecie późnego antyku, Warszawa: Państwowy Instytut Wydawniczy 1994 (wyd. 2 Warszawa: Wydawnictwo Uniwersytetu Warszawskiego 2006).
- O starożytności polemicznie, Warszawa: „Wiedza Powszechna” 1994, wyd. 2 – 2000.
- Études sur le christianisme dans l’Égypte de l'antiquité tardive, Roma: Institutum Patristicum Augustinianum 1996[8].
- Vademecum historyka starożytnej Grecji i Rzymu, t. 3: Źródłoznawstwo czasów późnego antyku, praca zbiorowa pod red. Ewy Wipszyckiej, Warszawa: Wydawnictwo Naukowe PWN 1999.
- Vademecum historyka starożytnej Grecji i Rzymu. Źródłoznawstwo starożytności klasycznej, t. 1-2, praca zbiorowa pod red. Ewy Wipszyckiej, wyd. 2 zmienione, Warszawa: Wydawnictwo Naukowe PWN 2001.
- Atanazy Wielki, Święty Antoni: żywot, Atanazy, Pisma ascetyczne. święty Antoniprzeł. wprow. i wstępy Ewa Wipszycka, dodatek Ysabel de Andia, Louis Bouyer, przeł. Janina Dembska, Kraków: Tyniec Wydawnictwo Benedyktynów 2005.
- Historia mnichów w Egipcie, przeł. Ewa Dąbrowska, red. nauk. i wstęp Ewa Wipszycka, Robert Wiśniewski, Kraków: Tyniec Wydawnictwo Benedyktynów 2007.
- Historia starożytnych Greków, Wydawnictwa Uniwersytetu Warszawskiego, t. 2: 2009 (wspólnie z Benedetto Bravo, Markiem Węcowskim, Aleksandrem Wolickim).
- Historia starożytnych Greków, Wydawnictwa Uniwersytetu Warszawskiego, t. 3: 2010 (wyd. poszerzone, wspólnie z Benedetto Bravo).
- Kościół w świecie późnego antyku, Wydawnictwa Uniwersytetu Warszawskiego, 2006.
- Praca zbiorowa pod red. nauk. Pawła Janiszewskiego, Ewy Wipszyckiej, Roberta Wiśniewskiego Chrześcijaństwo u schyłku starożytności. Studia źródłoznawcze, t. VI, Wydawnictwa Uniwersytetu Warszawskiego, 2007.
- Mnisi – nie tylko ci święci... / z Ewą Wipszycką o pierwszych mnichach na pustyni egipskiej rozmawia Szymon Hiżycki, Kraków: Tyniec Wydawnictwo Benedyktynów 2007.
- Praca zbiorowa pod red. nauk. Pawła Janiszewskiego, Ewy Wipszyckiej, Roberta Wiśniewskiego U schyłku starożytności. Studia źródłoznawcze, t. VII, Wydawnictwa Uniwersytetu Warszawskiego, 2008.
- Praca zbiorowa pod red. nauk. Pawła Janiszewskiego, Ewy Wipszyckiej, Roberta Wiśniewskiego U schyłku starożytności. Studia źródłoznawcze, t. 8/2009, Wydawnictwa Uniwersytetu Warszawskiego, 2009.
- Praca zbiorowa pod red. nauk. Pawła Janiszewskiego, Ewy Wipszyckiej, Roberta Wiśniewskiego U schyłku starożytności. Studia źródłoznawcze, t. 9/2010, Wydawnictwa Uniwersytetu Warszawskiego, 2010.
- Praca zbiorowa pod red. nauk. Pawła Janiszewskiego, Ewy Wipszyckiej, Roberta Wiśniewskiego U schyłku starożytności. Studia źródłoznawcze, t. 10/2011, Wydawnictwa Uniwersytetu Warszawskiego, 2011.
- Jak kształtował się autorytet mnichów egipskich: casus kongregacji pachomiańskiej pierwszych pokoleń, Poznań: Instytut Historii UAM 2012.
- Drugi dar Nilu, czyli o mnichach i klasztorach w późnoantycznym Egipcie, Kraków, Wydawnictwo Benedyktynów Tyniec, 2014.